# Teatre Calderón (Ronda de Sant Antoni)
|  | Per a altres significats, vegeu «Teatre Calderón». |

El Teatre Calderón de la Barca o Teatre Calderón va ser un teatre ubicat en el núm. 38 de la Ronda Sant Antoni de Barcelona. Fou inaugurat el dia 1 de novembre de 1968, amb Pedro de Urdemalas de Miguel de Cervantes, i s'hi feu la darrera representació el dilluns dia 6 de gener de 1975, amb l'obra d'Arnold Wesker La cuina. Durant el dos primers anys d'existència fou la seu del Teatre Nacional de la Ciudad de Barcelona. Matias Colsada en va ser l'empresari.
Anteriorment a ser teatre va ser un cinema amb els noms de Cine Walkyria i Cine Rondas. També, posteriorment, reobrí com a cinema amb el nom de Cine Calderón.
Durant els anys que va romandre actiu s'hi van poder veure obres com: Los delfines de Jaume Salom, Te espero ayer de Manuel Pombo Angulo, Oratori per un home sobre la terra de Jaume Vidal i Alcover, Superboing de Marc Camoletti, Vodevil de Françoise Dorin, Blas de Claude Magnier…
El teatre Calderón de la Ronda de Sant Antoni no s'ha de confondre amb el teatre Calderón de la Rambla de Catalunya ni amb el teatre Calderón de la Plaça de Sant Agustí Vell (segle xix).